# Horace Vernet

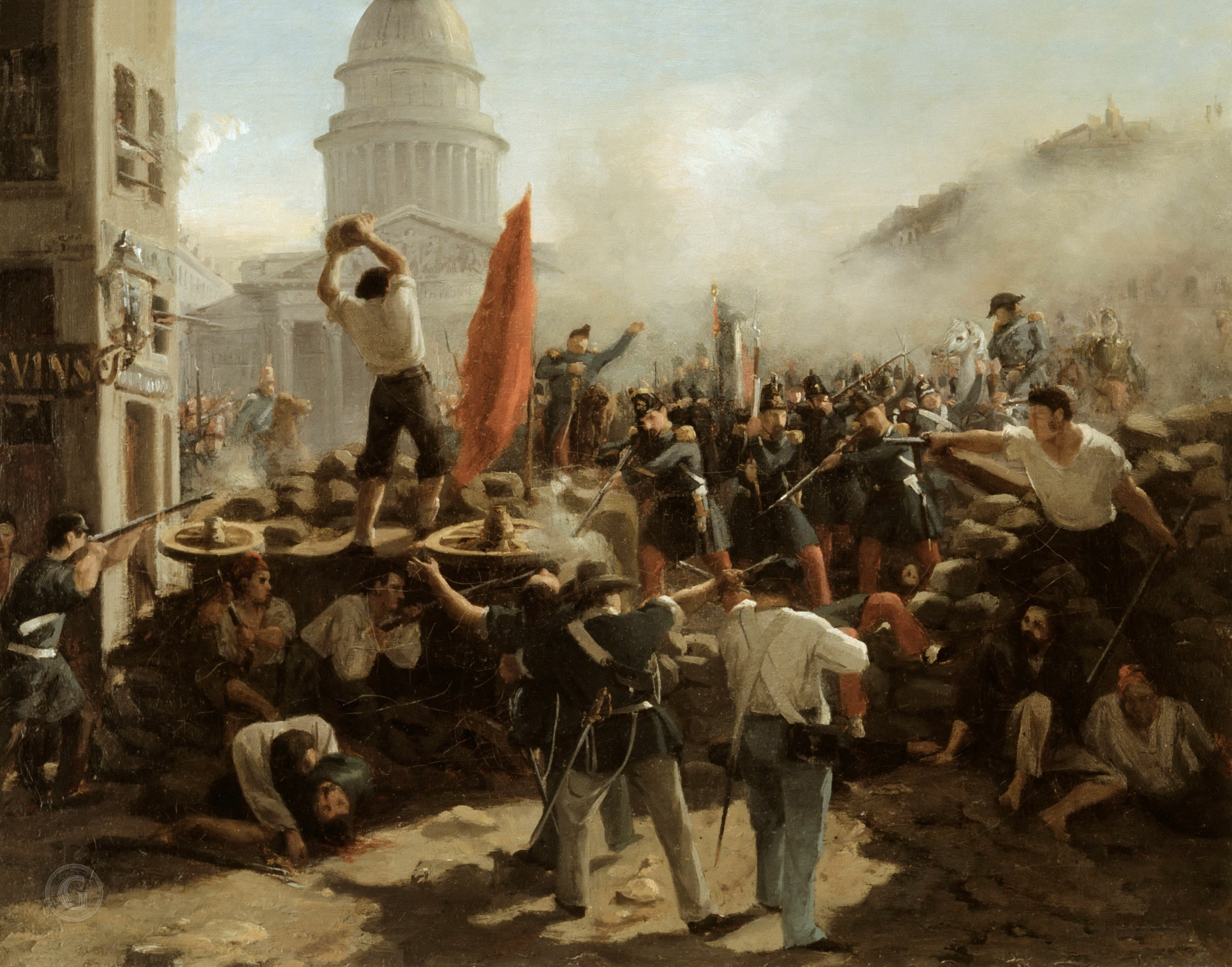
Pintura d'una barricada en la rue Soufflot (amb el Panteó darrere), a París, juny de 1848. Il·lustrant les anomenades Jornades de juny.

Emile Jean Horace Vernet (París, 30 de juny de 1789 - París, 17 de gener de 1863) va ser un pintor francès de batalles, esportista, i orientalista àrab.

## Biografia
Vernet era fill de Carle Vernet, un altre famós pintor, el qual era fill de Claude Joseph Vernet. Irònicament va néixer en el Museu del Louvre de París quan els seus pares es refugiaven allà durant la Revolució Francesa. Aviat va començar a interessar-se pels temes bèl·lics i va representar la seva idealització del soldat francès.
El 1819 arriba a representar de forma immensa, escenes de batalla a gran escala. Va triar les campanyes napoleòniques, sobretot a Itàlia, com per exemple, la batalla del pont d'Arcole (on representa a Napoleó portant la bandera de França), la batalla de Marengo i la captura de Roma. El 1839 va realitzar el primer daguerreotip del port de Marsella.
Vernet va pintar moltes més escenes de les Guerres Napoleòniques, com la batalla de Jena. A més mentre realitzava les seves pintures, va acompanyar a l'exèrcit francès destinat a la Guerra de Crimea, representant diferents accions que es van produir durant la contesa, com la batalla de l'Ànima. També va exercir de cronista gràfic en Algèria, on les tropes franceses van capturar el Pas de Mouzia. Vernet va morir en la seva casa de París el 1863.

## Galeria

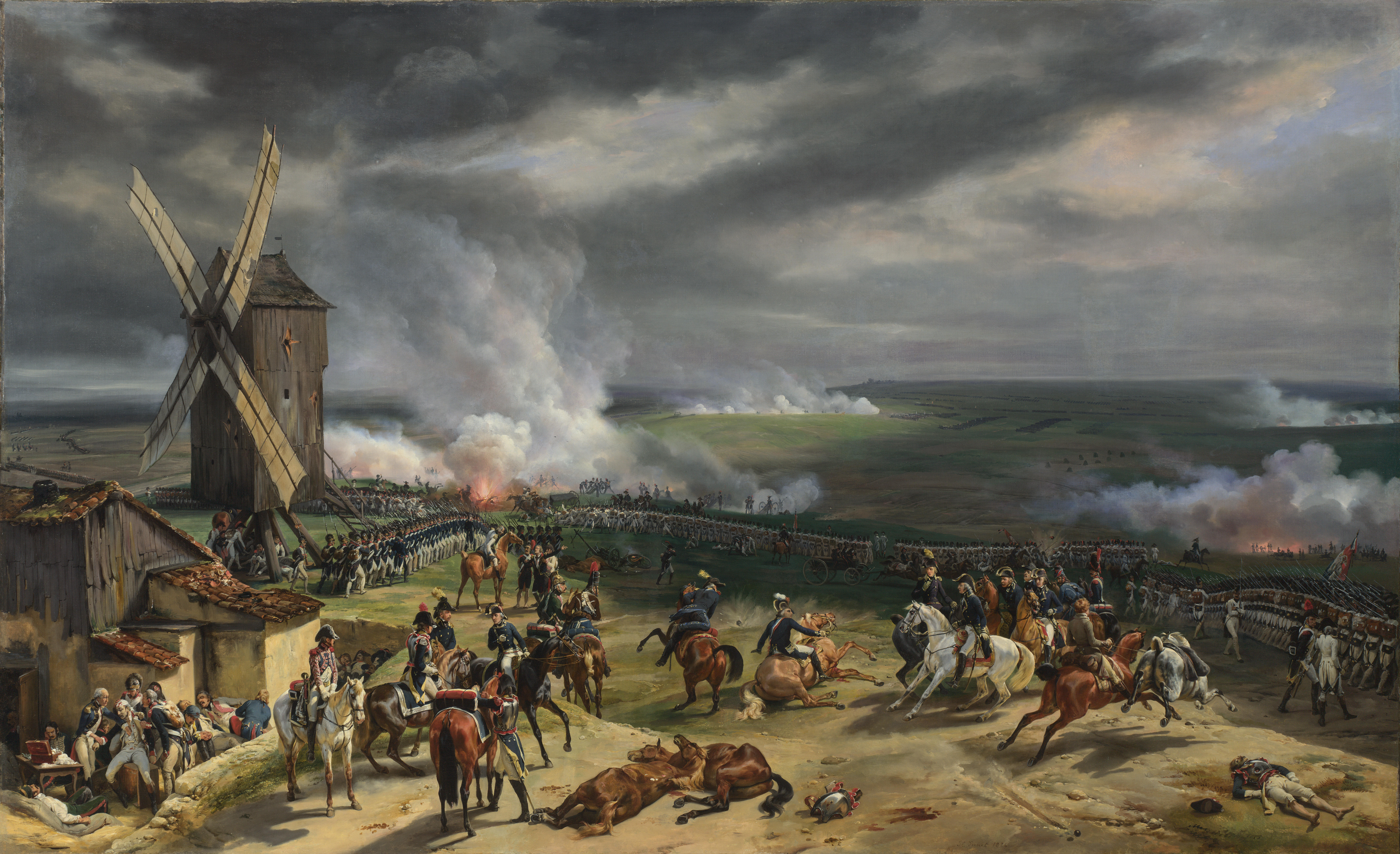
The Battle of Valmy (1826)
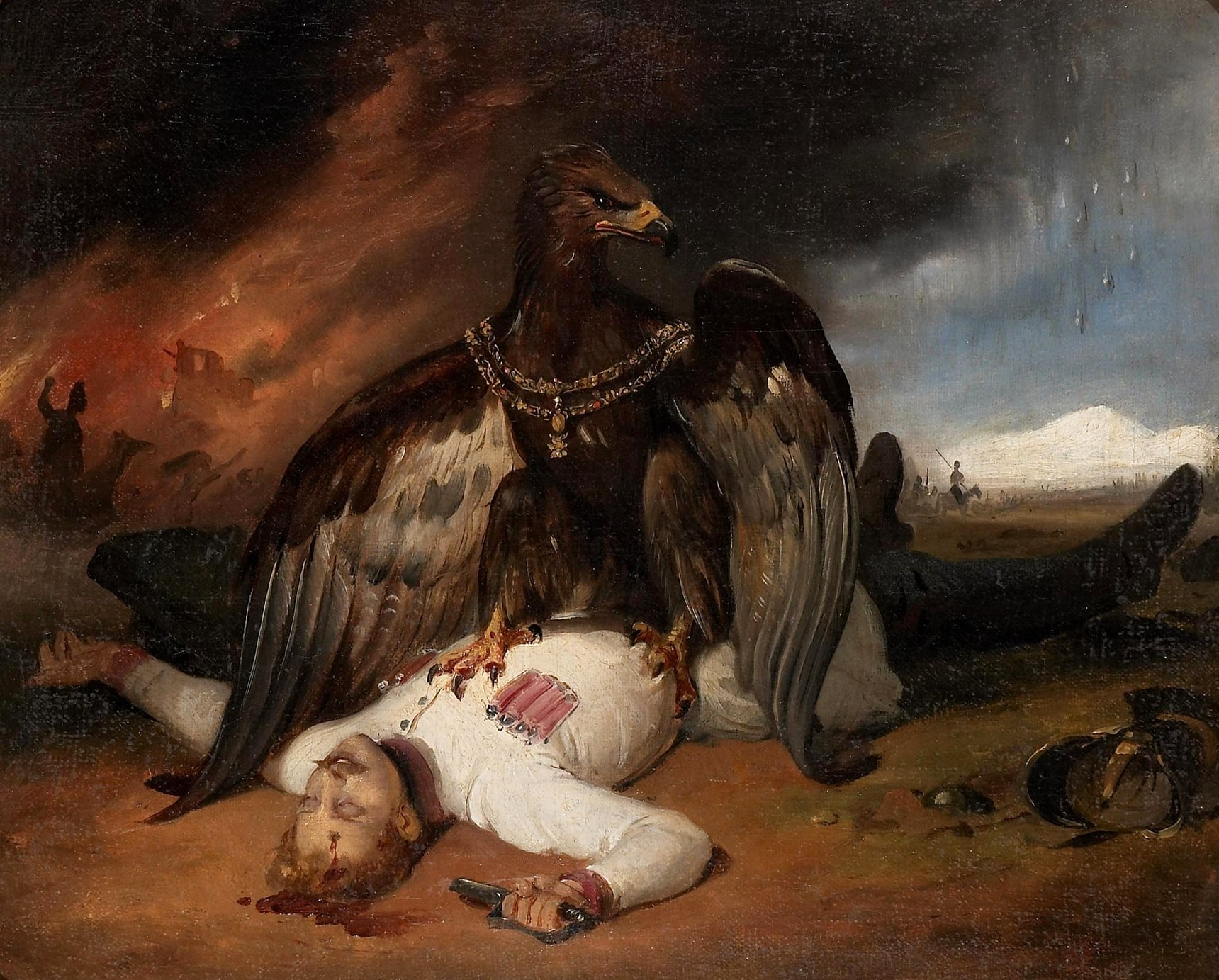
Polish Prometheus (1831)
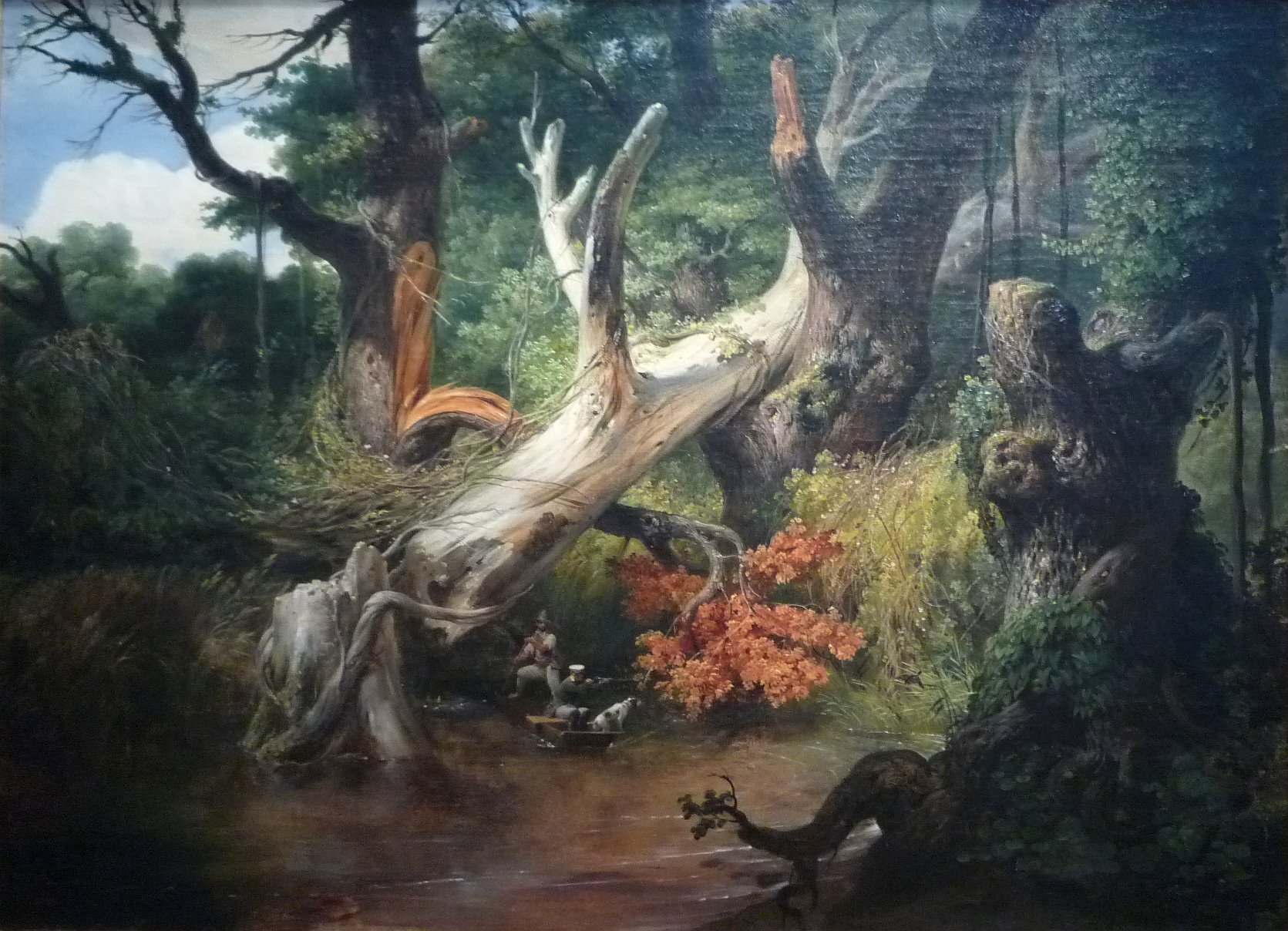
Hunting in the Pontine Marshes (1833)
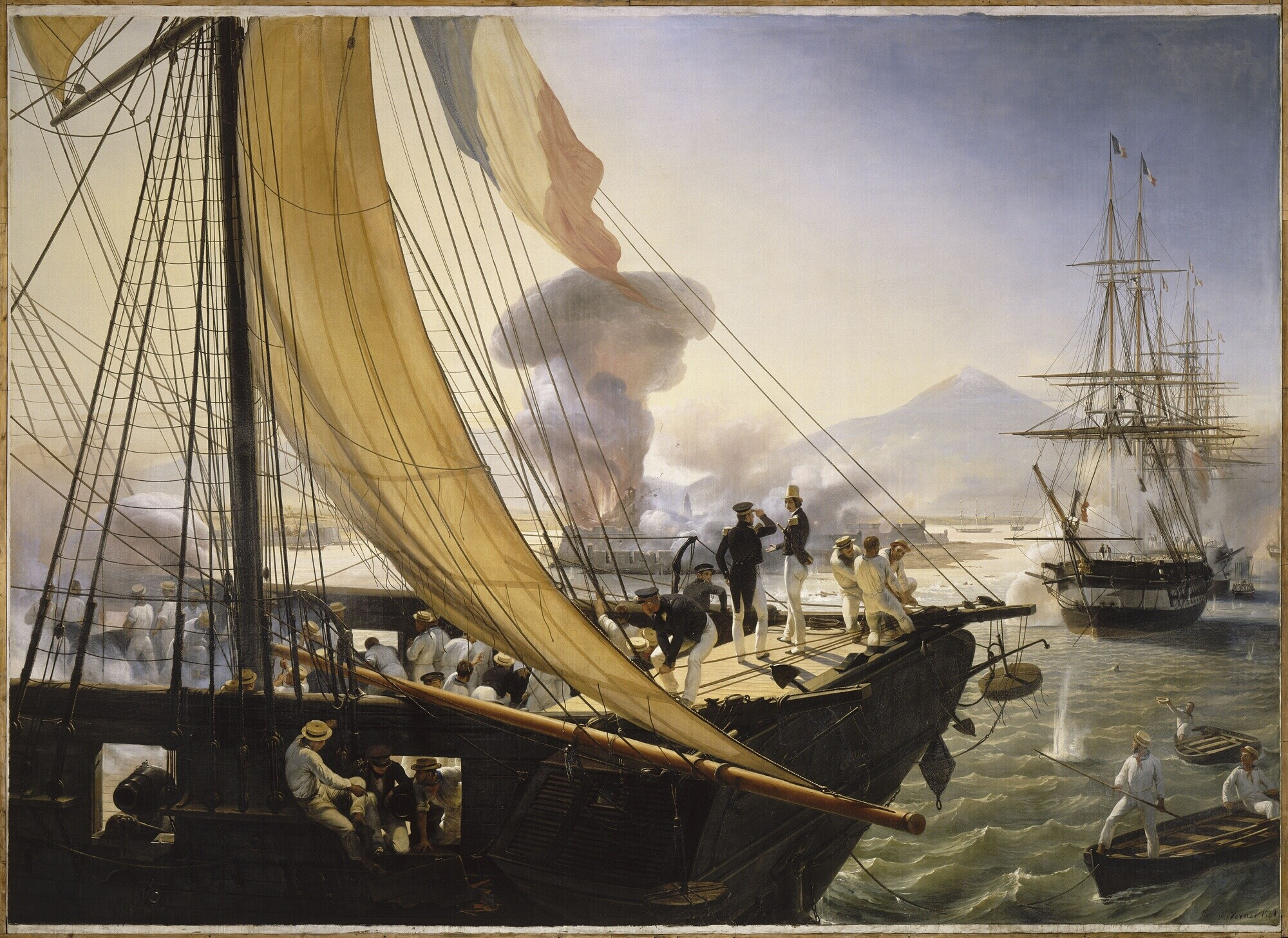
Scene from the Mexican Expedition in 1838 (1841)

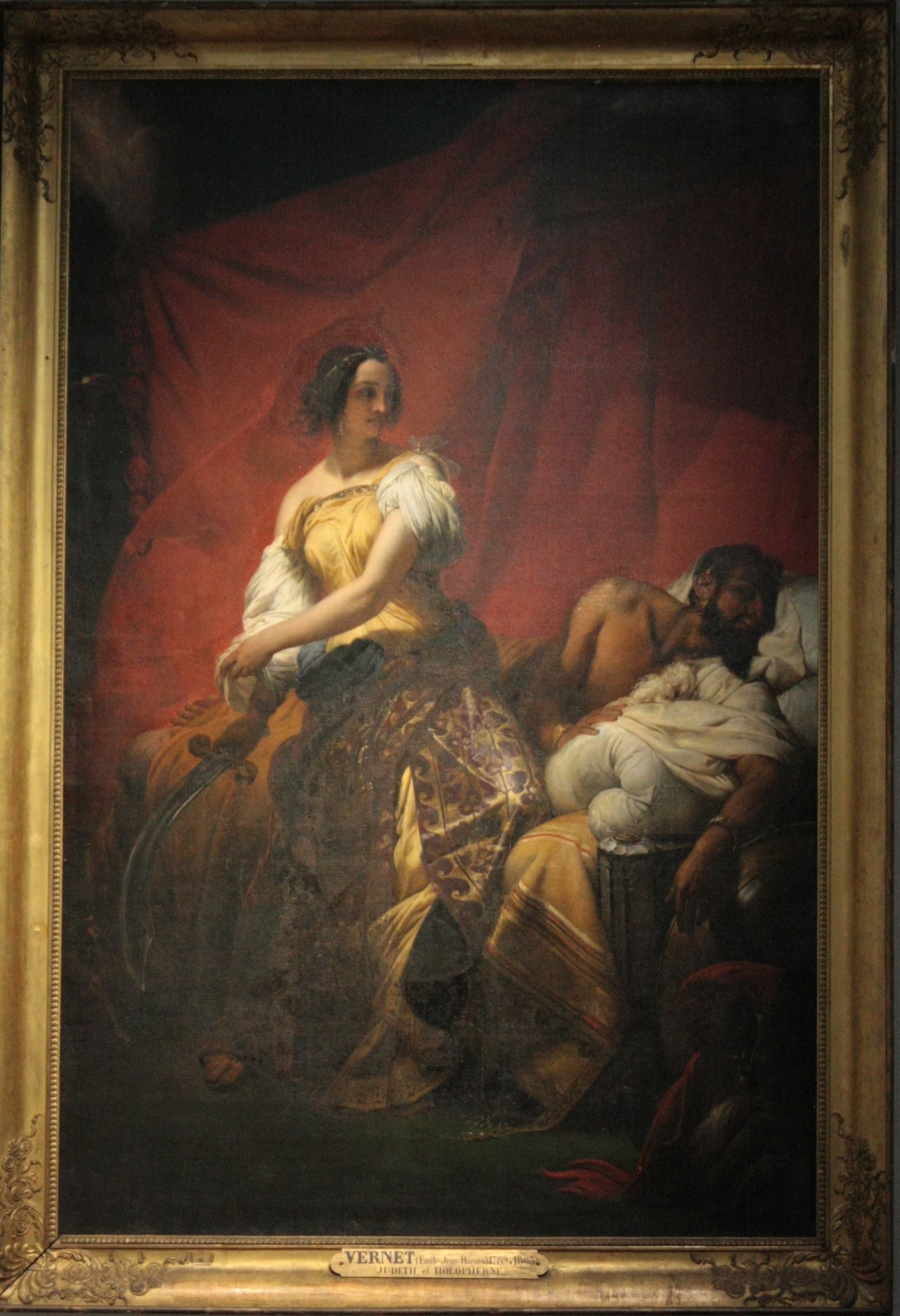
Judith et Holopherne, 1831
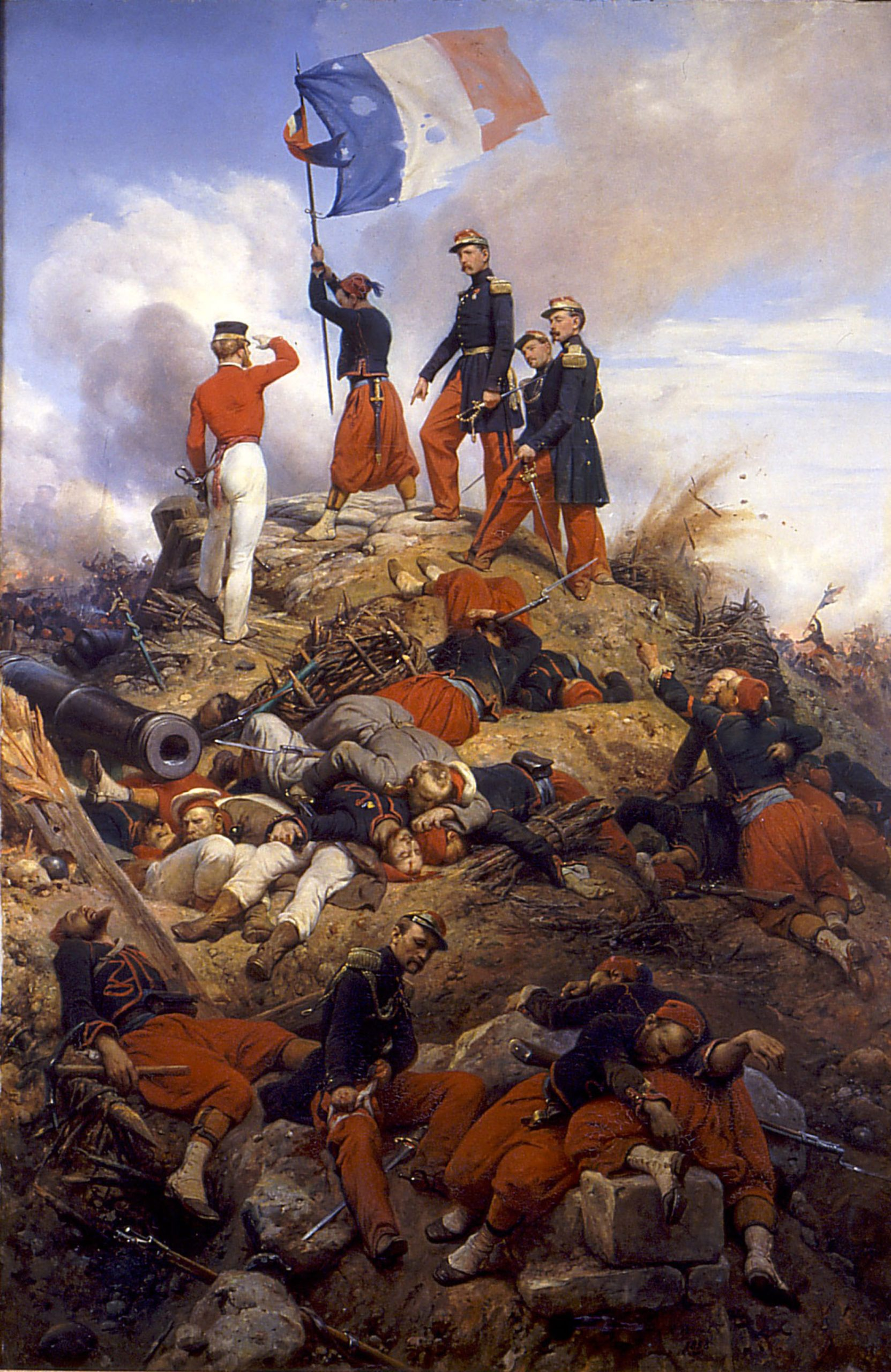
The Taking of the Malakoff Redoubt (1858)
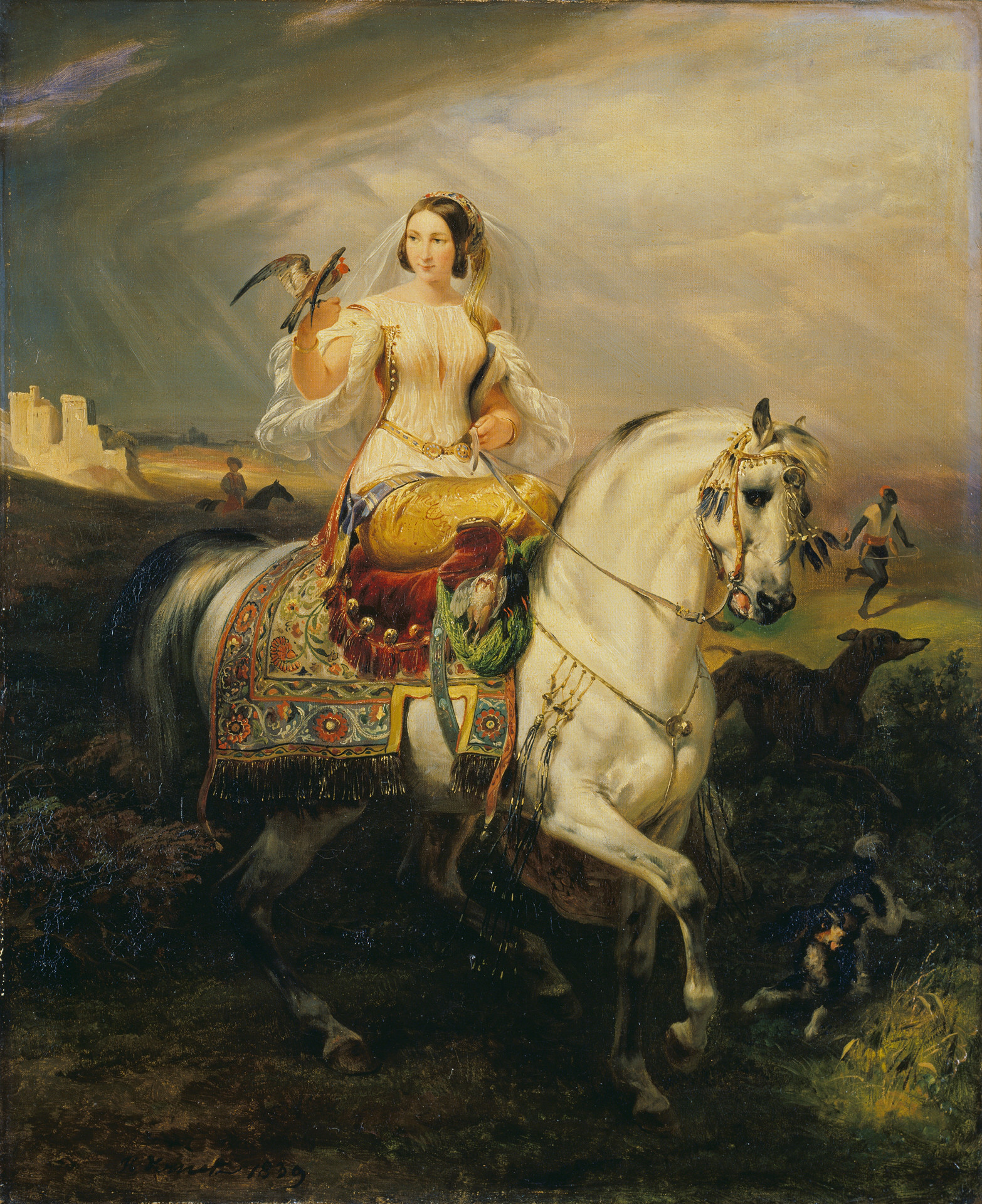
An Algerian Lady Hawking (1829)
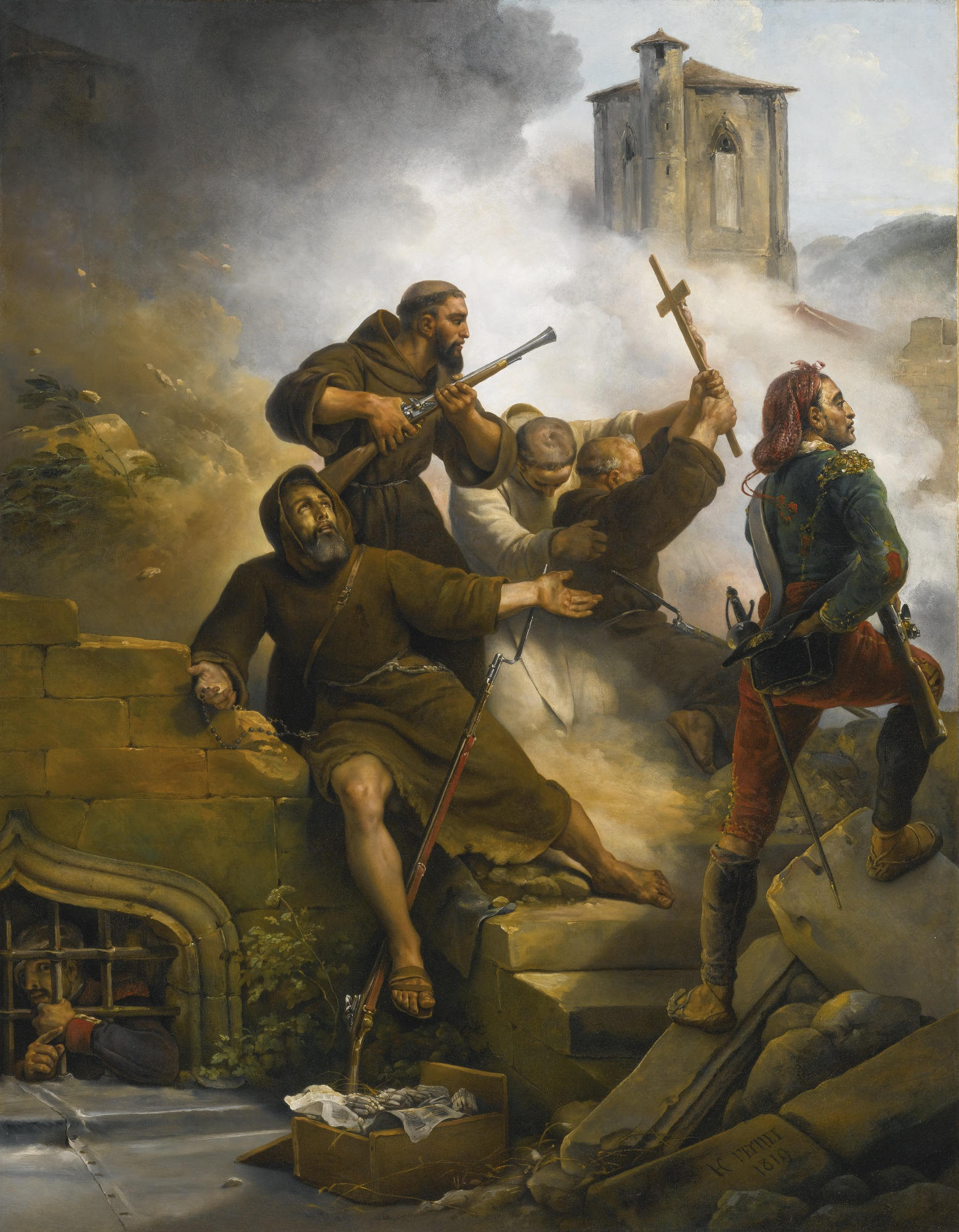
Siege of Saragossa (1819)
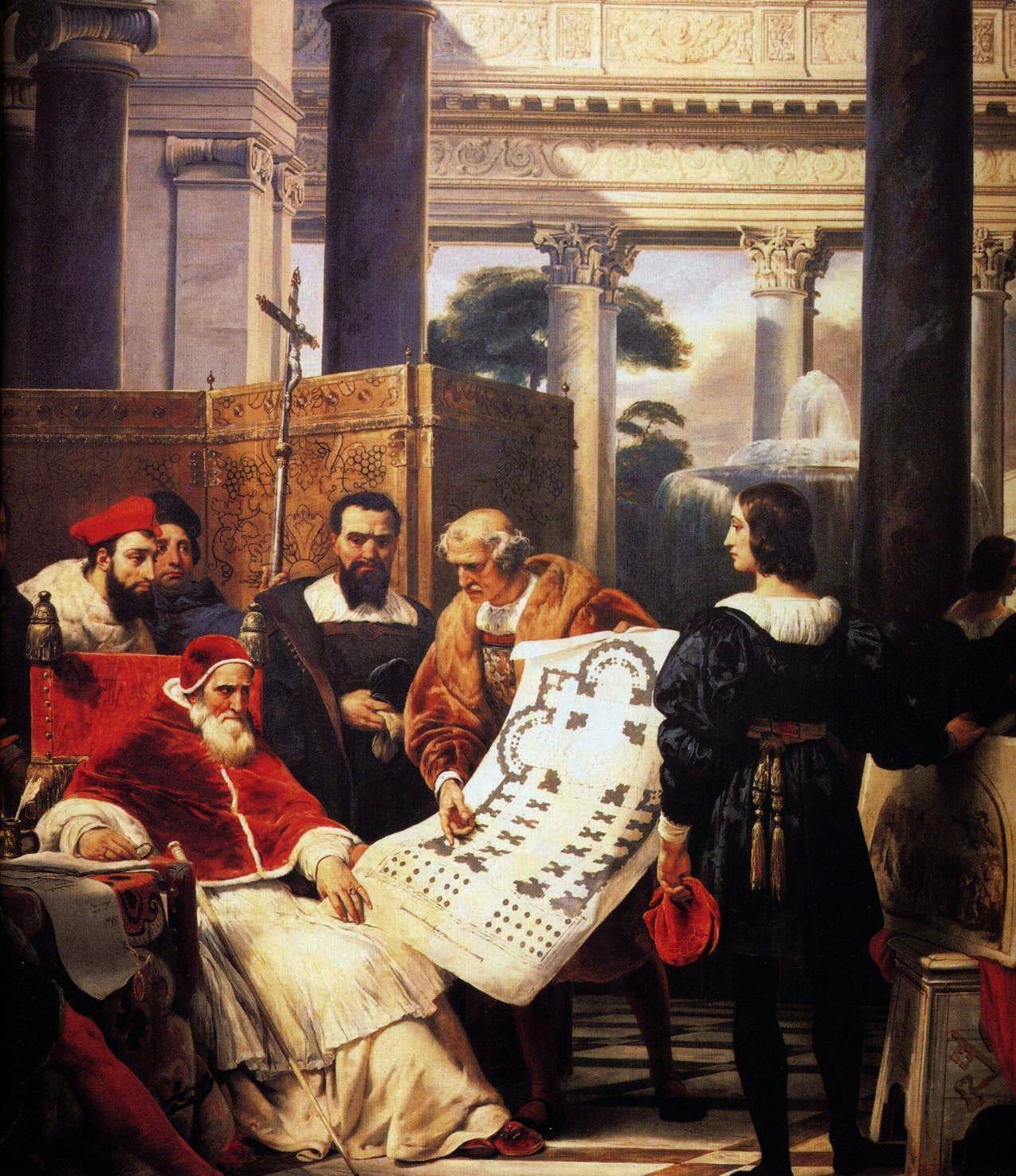
Pope Julius II ordering Bramante and Michelangelo to design St Peter's Basilica (1827)

## Curiositats
En una de les històries escrites per Arthur Conan Doyle sobre el detectiu Sherlock Holmes, L'intèrpret grec, Sherlock diu que un dels seus avantpassats va ser Horace Vernet.